# Asterina coriacella
Asterina coriacella är en svampart som beskrevs av Speg. 1889. Asterina coriacella ingår i släktet Asterina och familjen Asterinaceae.   Inga underarter finns listade i Catalogue of Life.